# Roche cristalline
Cet article court présente un sujet plus développé dans : Roche plutonique et Roche métamorphique.
Une roche cristalline est une roche constituée de cristaux visibles à l'œil nu. Ce terme s'applique principalement aux roches plutoniques, notamment les granitoïdes, et à certaines roches métamorphiques, comme les marbres.